# 老舗
老舗（老鋪、しにせ、ろうほ）とは、先祖代々にわたって伝統的に事業を行っている小売店・企業（会社）などのことである。
広義には商業に関係しないながらも、古くから関連する活動形態の先駆的な組織・団体を指す場合もある。

## 概要
老舗とは、一般的には、古くからある店舗やその店舗を足掛かりとして業績を伸ばし法人化して企業になった所を指す。多くは豊富なノウハウと培われた信用、また人的資産にも拠り安定した顧客層を持つ。
定義の一つとしては、東京商工リサーチによると創業から30年以上事業を行っている企業となっている。IT業界など比較的新しく企業の勃興が激しい業界や市場では、5年ないし10年程度で老舗扱いされることもある（例えば、1992年12月に設立されたインターネットサービスプロバイダのインターネットイニシアティブ（IIJ）など）。市場の黎明期に先駆的な開拓を行ったりあるいはその市場そのものを育ててきた企業というのも老舗と呼ばれるに相応しい存在となる。
老舗と呼ばれる企業では経営者が何代にも渡って交代しながら経営を続けていたり、着実な発展の元で世代を超えて存続している。個人経営の中小企業では世襲的に一族が受け継いでいる場合が多いが、企業規模が大きなところでは、多角化や市場ニーズに柔軟に対応する上で分割や合併を繰り返しながら幾度と無く経営者の交代する傾向も見られる。大企業に在っても代表取締役（社長）は世襲で、縁故や人脈で形成された重役会が下部組織の統括を担っているなどの業態を取るケースも見られる。
こういった長く続いた経営形態では企業名が一つの信用指標となるケースもあり、いわゆるブランドでは形成された企業の信用により、商品を愛好する層が消費者に見られたりあるいは銀行取り引きでも有利に働く傾向も見られる。

## 各地域の老舗

### 西ヨーロッパ
老舗としてブランドを形成している企業はヨーロッパに集中しており、ザルツブルク（オーストリア）のシュティフツケラー・ザンクト・ペーターなどは803年にカール大帝の宮廷に仕えたアルクインが「ヨーロッパ最古のレストラン」と紹介しており、現在も続いている。
ヨーロッパ地域ではイタリアの猟銃メーカー・ベレッタ社など老舗からブランドに発展した業態も多く、こちらは世界規模で商業活動を行っている。ただし、ブランド全般が老舗という歴史を持つわけではない。

### 北アメリカ
歴史の浅いアメリカ合衆国など、北アメリカでは限られる傾向がある。それでもアメリカ合衆国ではその短いながらも急激に発達していった歴史の中で目立って業績を伸ばした企業も多く、2度の世界大戦でも国内が戦場になり荒廃したという歴史もないため、特に発生以降50年から100年に満たない新興市場（たとえばジーンズにおけるリーバイスなど）においては、それら市場に関係する業界をリードしつづけてきた老舗も存在している。

### 東アジア
ヨーロッパなどからの植民地支配を経験したアジア各国には幾つものブランド形成の動きはあるが、老舗として長い創業の歴史を誇る企業は限られる。ただ、ヨーロッパの老舗ブランドが現地に出店する場合もある。
アジアでは植民地時代や世界大戦に前後する形で先進国や大国の意向に翻弄され、市場経済の成立が遅れた地域も少なくない。しかしな温暖多湿で食糧事情は豊かな地域という事情もあり、その地域に住む人々の歴史は古く連綿と続いている。この長い歴史の中では、日本や欧米のように拡大傾向を続けた老舗という存在は稀ながらも地域密着で連綿と続く歴史を誇る建物で営業を続けている店舗というものもそう珍しいことではない。飲食店でも有名店ともなると、連綿と続く歴史を持つ店舗が見られる。
列強国の植民地支配時代に導入された輸送やサービス業が、当時そのままに存続している場合もある。例えば台湾の鉄道のように日本が台湾統治時代（1895年〜1945年）にその多くを設営したものが依然として改修され近代化されながら利用されていたり、インドのダージリン・ヒマラヤ鉄道（1881年全通）のようにイギリス統治時代に設置されたものが当時そのままに補修されながら市民生活に利用され続けたりといったものもみられる。

#### 中国
中国では、老舗を示す公的指標として中華老字号がある。社会主義化で私企業の起業が基本的に不可能になった1956年以前に創立され優良な製品を作り出す企業が自己申告し、審査を経て国務院（中央政府）商務部より中華老字号の称号とプレートが与えられる。2015年現在約2000社あるとされる。明代創立の漬け物店六必居、清代創立の北京ダック店全聚徳などがある。ただし、市場経済の現在では、中華老字号の称号を得ても競争に敗れて倒産する企業もある。

#### 朝鮮
朝鮮では小売店や飲食店、製造業といった小規模事業者の社会的地位が低く見られていたため、老舗という概念が尊ばれることが少ない。これは子孫に家業を継がせるよりも自分達の代で稼げるだけ稼ぎ、子供達は大学から大手企業へと就職させ、自分の代で家業を閉めるか他人に譲ることが良いと考えられる風潮からきたものである。

#### 日本
老舗は昔から伝統的に事業を展開するため信用性が高いとされるが、一方で経営が保守的になりがちとなりやすい傾向も見出せる。平成不況では、ニッチ市場など末端消費者のニーズに即した業態が急成長を見せる一方で老舗が時代の波に乗りきれずに倒産（いわゆる老舗倒産）するケースも存在する。
2007年時点で日本には創業100年以上の企業が21,000社、200年以上の企業が3,000以上あるとされる。酒造・和菓子・製造業など伝統産業が多くを占める。東京商工リサーチの調べでは、2017年に創業100年以上となる老舗企業は全国で33,069社で、業歴1000年以上（創業1017年以前）は7社あり、最古の老舗企業は社寺建築の（株）金剛組の578年創業、次いで、587年創業の華道の一般財団法人池坊華道会 、705年創業の（有）西山温泉慶雲館が上位3社だった。
呉服店には江戸時代に創業した所も多いが、百貨店に変化していった老舗も多く、2000年代現在に生き残っている百貨店（特に高級店）では、電鉄系のデパートとしのぎを削っている。呉服屋を出自とする百貨店に関しては三越（創業1673年）が代表格である（→日本の百貨店）。なお、化学工業としては荒川化学工業（創業1876年）、化粧品メーカーとしては柳屋本店（創業1615年）が最古の企業である。